# Eija Jurvanen
Eija Jurvanen, née le 12 octobre 1958, est une pilote automobile finlandaise de rallyes.
Elle est devenue championne de Finlande des rallyes en 1991, sur Ford Sierra RS Cosworth 4x4 avec Merja Andersson pour copilote, et a remporté la 3e édition de la Coupe FIA des dames du championnat du monde des rallyes en 1992, avec Marjo Berglund sur le même véhicule.
Ses meilleurs résultats en WRC sont une 15e place en 1992 au rallye d'Espagne, et en 1993 au rallye de Finlande.
Elle a participé à 7 rallyes des 1000 lacs de 1989 à 1995, et à  4 rallyes arctique (ERC) durant la même période; elle a obtenu une 9e place au rallye Hanki (ERC) en 1993.
En 1993, elle s'est imposée au rallye estonien Saaremaa, avec Tuomi Tuominen sur  sa Ford Sierra RS Cothworth.

## Palmarès

### Titre
- Coupe FIA des dames du Championnat du monde des rallyes, en 1992.